# Paraplatyptilia
Paraplatyptilia là một chi bướm đêm thuộc họ Pterophoridae.

## Các loài
- Paraplatyptilia albiciliatus
- Paraplatyptilia albidus
- Paraplatyptilia albidorsellus
- Paraplatyptilia albui
- Paraplatyptilia atlantica
- Paraplatyptilia auriga
- Paraplatyptilia azteca
- Paraplatyptilia baueri
- Paraplatyptilia bifida
- Paraplatyptilia carolina
- Paraplatyptilia catharodactyla
- Paraplatyptilia cooleyi
- Paraplatyptilia dugobae
- Paraplatyptilia edwardsi
- Paraplatyptilia fragilis
- Paraplatyptilia glacialis
- Paraplatyptilia grandis
- Paraplatyptilia hedemanni
- Paraplatyptilia immaculata
- Paraplatyptilia inanis
- Paraplatyptilia lutescens
- Paraplatyptilia maea
- Paraplatyptilia metzneri
- Paraplatyptilia modesta
- Paraplatyptilia nana
- Paraplatyptilia optata
- Paraplatyptilia petrodactylus
- Paraplatyptilia sabourini
- Paraplatyptilia sahlbergi
- Paraplatyptilia shastae
- Paraplatyptilia sibirica
- Paraplatyptilia terminalis
- Paraplatyptilia terskeyiensis
- Paraplatyptilia vacillans
- Paraplatyptilia watkinsi
- Paraplatyptilia xylopsamma